# Henrik Marstal
 Der er for få eller ingen kildehenvisninger i denne artikel, hvilket er et problem. Du kan hjælpe ved at angive troværdige kilder til de påstande, som fremføres i artiklen.

Henrik Marstal (født 5. juli 1966 i Esbjerg) er en dansk musiker, komponist, producer og forfatter. Som musiker har han arbejdet med rock, pop og electronica og været aktiv som komponist og tekstforfatter i en lang række sammenhænge. Desuden har han udgivet en række fagbøger primært relateret til musik samt redigeret sangbøger og publiceret en række forskningsartikler i danske og udenlandske tidsskrifter og antologier. Gennem en række år har Marstal debatteret musik, medier, køn og kultur, og han har blogget for Information og i 2012-2013 og igen siden 2014 blogget for Politiken. Endelig har Marstal en musikpolitisk baggrund, blandt andet som medlem af Statens Kunstfond (2005-2007 og 2014-2017), som sagkyndig for Nordisk Kulturfond (2010-2012) og som medlem af Kulturministeriets forskningsudvalg (2016-2019). Han er kendt som en af landets markante mandlige feminister og har på den baggrund skrevet bogen Breve fra en kønsforræder (Tiderne Skifter, 2015).
Han blev den 9. oktober 2016 opstillet som folketingskandidat for Alternativet i Københavns Storkreds.
Marstal har spillet i Ibens (1995-1997; 2003-2006; 2008-2011), med Martin Hall (1993-1999), i Marie Franks faste band (1998-2002) og med Annika Aakjær (2008-2011), og han har gennem de senere år arbejdet med dreampopduoen marstal:lidell (2012- ), med sit ambiente soloprojekt starchild #2 (2013- ) samt soloprojektet Svenske Uniformer (2017- ), hvor Marstal for første gang nogensinde er forsanger.

## Værker

### Udvalgt diskografi
- Martin Hall: Random Hold (album, 1996) – musiker, arrangør
- ibens: ibens (album, 1997) – musiker, komponist, tekstforfatter
- Martin Hall: Adapter (album, 1999) – musiker, arrangør
- Marie Frank: Ancient Pleasures (album, 1999) – musiker
- Boel & Hall: Boel & Hall (album, 2000) – musiker
- Marie Frank: Vermilion (album, 2001) – musiker, komponist
- ibens: Ufornuft (album, 2005) – musiker, komponist
- Diverse: Protestsange.dk (album, 2006) – initiativtager samt producer og musiker på de fleste tracks
- Annika Aakjær: Lille filantrop (album, 2008) – producer, musiker
- Carlas: Carlas (album, 2008) – producer
- Annika Aakjær: Missionær (album, 2010) – producer, musiker
- Anna Rosenkilde: Under the Skin of a Skeleton Zebra (EP, 2010) – producer, musiker
- Akiri: Dead Dumb Dolls (album, 2010) – producer, musiker
- Penny Police: Thieves Like Us (EP, 2011) – producer, musiker
- White Flag Society: Surrender (album, 2012) – producer, komponist, tekstforfatter, musiker
- ibens: halvelektronisk (minialbum, 2012) – komponist, tekstforfatter, musiker
- Penny Police: The Broken, The Beggar, The Thief (album, 2012) – producer, musiker
- Lars Lilholt Band: Stilheden bag støjen (album, 2012) – producer
- Rikke Lundorff: Falling (album, 2012) – producer, musiker
- Akiri: Send More Space (album, 2012) – producer, musiker, komponist, tekstforfatter
- Where Did Nora Go: Where Did Nora Go (album, 2013) – producer, komponist, tekstforfatter, musiker
- Ise: Kø på Himalaya (album, 2013) – producer, musiker
- Where Did Nora Go: Shimmer (album, 2014) – producer, komponist, musiker
- marstal:lidell: d.i.t. (album, 2014) – producer, komponist, tekstforfatter, musiker
- starchild #2: jung/ster (album, 2014) – producer, komponist, musiker
- starchild #2: the bells and the clocks (album, 2015) – producer, komponist, musiker
- Det Kønne Kartel: Det kønne kartel (EP, 2015) – producer
- marstal:lidell: All Shattered Pieces (album, 2016) – producer, komponist, tekstforfatter, musiker
- Diverse: EMP RMX 333 – A Tribute to Else Marie Pade (1924-2016) (album, 2016) – initiativtager samt producer og musiker på marstal:lidells remix
- starchild #2: motorize (album, 2016) – producer, komponist, musiker
- Svenske Uniformer: 140 km/t (EP, 2017) – forsanger, producer, komponist, tekstforfatter, musiker
- UkuleleHanne: Den onde guffer (EP, 2017) – producer, musiker
- Det Kønne Kartel: En af drengene (EP, 2017) – producer, musiker
- Diverse: Lys og lindring – sange fra Kirkesangbogen (album, 2017, under udgivelse) – initiativtager, producer, musiker, arrangør
- Svenske Uniformer: Enten-Eller (album, 2018, under udgivelse) – forsanger, producer, komponist, tekstforfatter, musiker

(Opdateret liste: henrikmarstal.com Arkiveret 2. juli 2019 hos  Wayback Machine)